# Sở Hùng Dịch
Sở Hùng Dịch (chữ Hán: 楚熊繹), được xem là vị vua thứ tư của nước Sở - chư hầu nhà Chu trong lịch sử Trung Quốc. Về mặt chính thức, ông là vị quân chủ đầu tiên của nước Sở.
Ông là con trai của Sở Hùng Cuồng, người được xem là vị vua thứ ba của nước Sở. Sau khi Hùng Cuồng mất, Hùng Dịch lên thế tập chức khanh của cha ở nhà Chu.
Đời Chu Thành Vương đã phong cho ông chính thức cai quản đất Kinh, kiến đô lập quốc, với tước hiệu Sở tử. Từ đây, đất Kinh được gọi là Kinh Sở, hay nước Sở, và chính thức đứng vào hàng ngũ chư hầu của nhà Chu.

## Nhược quốc đạo ngưu
Theo Thanh Hoa Giản:Sở cư bộ lạc
thủ lĩnh Hùng Dịch đã chuyển đến Đan Dương.Khi đền tổ tiên được xây dựng, nhưng không có  vật phẩm nào có thể dùng để tế lễ, vì vậy ông ta không còn cách nào khác là đến Nhược quốc và lấy trộm một con bê không có sừng. Trong cuốn sách kinh điển  Quốc ngữ của Sở quốc có ghi lại rằng Hùng Dịch
và các thủ lĩnh của Xianbei đã cùng nhau phụ trách "canh lửa" trong liên minh phong kiến thời phong kiến, điều này đã chứng thực cho mỗi khác nghèo nàn và yếu kém vào thời kỳ đầu thành
lập Sở quốc.

## Khai hoang Kinh Sơn
Hùng Dịch sống ở một nơi hẻo lánh
ở Kinh Sơn (nay thuộc tỉnh Hồ Bắc phía tây và hai bên bờ sông Hán ), cưỡi xe chở củi và mặc giẻ lau dọn cỏ dại, rong ruổi khắp núi sông để phục vụ Chu Thiên Tử , và chỉ có thể dùng cung tên gỗ xoan đào và cung
tên gỗ táo tàu để làm cống phẩm.

## Phò tá Khang vương
Hùng Dịch cùng Tề Đinh công,Vệ Khang bá,Tấn hầu Tiệp,Lỗ Bá Cầm phò tá Chu Khang vương.Vì bốn nước Tề, Tấn, Lỗ, Vệ đều có quan hệ mật thiết với Chu Thiên Tử nên đều được Chu Khang vương  ban cho bảo khí, còn Sở và Chu Thiên Tử không có quan hệ họ hàng nên không được tặng.
Năm 1006 TCN, Hùng Dịch mất, con ông là Hùng Ngải nối ngôi.